# Ду (Де Севр)
Ду (фр. Doux) насеље је и општина у западној Француској у региону Поату-Шарант, у департману Де Севр која припада префектури Партне.
По подацима из 2011. године у општини је живело 232 становника, а густина насељености је износила 23,55 становника/km². Општина се простире на површини од 9,85 km². Налази се на средњој надморској висини од 128 метара (максималној 153 m, а минималној 103 m).

## Демографија
| 1962. | 1968. | 1975. | 1982. | 1990. | 1999. | 2011. |
| ----- | ----- | ----- | ----- | ----- | ----- | ----- |
| 294   | 312   | 309   | 289   | 236   | 236   | 232   |

График промене броја становника у току последњих година